# Furtian
Furtian – zakonnik będący odźwiernym (klucznikiem) klasztoru, posiadający klucze do furty klasztornej oraz nadzorujący i pilnujący porządku przy wchodzeniu i wychodzeniu z niego. Każdy zakon ma ściśle określone reguły, kto może wchodzić lub opuszczać mury klasztorne.
W zakonach męskich funkcję tę pełni brat furtian, a w zakonach żeńskich siostra furtianka.